# Бора Димитријевић
Бора Димитријевић (Зајечар, 2. септембар 1949) директор је Народног музеја у Зајечару.

## Биографија
Бора Димитријевић рођен је у Зајечару, где је и завршио основну школу. Године 1968. завршио је гимназију након чега је уписао Филозофски факултет у Београду. На групи за археологију, на којој је дипломирао 1973. године.
У Историјском архиву радио је од 1976—2001године. Од 1990. године, именован је на месту директора архива. Од 2001. године директор је Народног музеја у Зајечару.
Ожењен је, отац двоје деце. Живи и ради у Зајечару.

## Каријера
Од 2001. године, када је постао директор руководи радом музеја, археолошким локалитетом Феликс Ромулијане. Координара радом Радул беговог конака и стручним делом Задужбине Николе Пашића у Зајечару. Руководи пословима заштите архивске грађе за општине Зајечар, Књажевац и Бољевац.
Утемељивач Задужбине Никола Пашић и .
Радио је на руковођењу процеса израде просторног плана подручја специјалне намене под заштитом УНЕСКО – царска палата Ромулијана (2004). Био је координатор за источну Србију при изради Националне стратегије развоја туризма Републике Србије, (Horwat Consulting 2006)
Сарађивао је на изради Мастер плана „Пут римских царева” (2007), са Економским факултетом из Београда. Експерт за археологију на пројекту “Cultural and Natural Heritage South East Europe – IRPP/SAHH (2003 – 2005)
У одређеним периодима радио је и као предавач на следећим темама:
- „Царска палата Ромулијана и њен значај за локални развој“ Рованијеми (Финска), музеј Artic circl (2005),
- „Позноантичка царска палата – историја, садашњост и будућност“, Рејкјавик (Исланд), National library (2010)

У својој досадашњој опсежно каријери сарађивао је са државама и амбасадама: Амбасада Канаде у Београду; Амбасада СР Немачке у Београду; Влада СР Немачке; Амбасада Јапана у Београду; Влада Италије; Влада Јапана; Министарство спољних послова Италије; Амбасада Италије у Београду; Министарство културе Италије али и са бројним институцијама: Италијански институт за културу; Француски културни центар у Београду, Аустријски културни форум, Британски савет и Гете институт.
Члан више домаћих и страних научних и стручних организација.

## Доприноси
- Рад на промоцији културног наслеђа источне Србије из периода антике, у земљи и иностранству.
- Рад на промоцији културног туризма и његових потенцијала у граду Зајечару и источној Србији.
- Организацији међународних археолошких истраживања у сарадњи са Археолошким институтом из Франкфурта, конзервација мозаика са Институтом за културна добра из Рима, геомагнетна и геофизичка истраживања царске палате са Римско-Германском комисијом.
- Рад на изради Менаџмент плана археолошког налазишта – царске палате Феликс Ромулијана за потребе УНЕСКО (2009 – 2010).
- Рад на припремању и одржавању међународних изложби у Риминију, Венецији, Триеру, Бону, Милану и Риму.
- Руковођење пројектима страних донација за развој царске палате: амбасада Немачке Немачке, САД, Јапана, Канаде, Италије, Француске, Белгије и Норвешке.
- Рад на пројекту финансираним од ЕУ, у реализацији ЕАР: „Туристичка промоција општине Зајечар и археолошког локалитата Феликс Ромулијана“ (2005 – 2006), из кога је изграђен Туристички инфоцентар на палати и купљена бина са светлосним и звучним парком.[4]
- Национални координатор за израду Студије одрживости за Центар за посетиоце поред царске палате Ромулијана.
- Рад на обуци експерата у туризму у програму Министарства туризма РС у области „Организација управљања туристичком дестинацијом” (2007)

## Стручни радови
Објавио је научни рад из области националне историје 19. век и 20. века, као и локалне историје у више објављених књига и стручних радова.
Експертски рад на пословима за номинацију археолошког налазишта Ромулијана за УНЕСКО (руковођење процесом припреме техничке документације и елабората за номинацију са експертима из Завода за заштиту споменика културе Србије и Министарства културе РС).
- „Царска палата као ослонац развоја сеоског туризма у источној Србији” (2005), пројекат Уједињенх нација
- „Одрживост културног добра и развој локалне средине” (2007), презентован на међународној конференцији ДЦЦ
- „Музеји као ресурс за одрживи развој” (2010)

## Публикације
Аутор је више књига и публикација као и значајних ауторских пројеката.

### Књиге
- „Ођеци Пашићевог живота”, Задужбина Николе Пашића, Зајецар 2000. године (коаутор Миладино Милошевић)[6]
- „Попис становништва вароши Зајечар из 1863. године”, Зајечар 2000. године,[7]
- „Књига наредби рововске батерије Тимоцке дивизије 1916 – 1918”, Зајечар 2004,[8]
- „Никола Пашић – председнику владе, строго поверљиво, лицно Париз, 1919 – 1920” (коаутор Миладин Милосевић), Зајечар 2005. године,[9]
- „Белешке”, Зајечар 2010. година,[10]
- „ Заоставштина из Торонта 1786 – 1903”, Зајечар, 2012. година,[11]
- „Запажања”, Зајечар 2014. године, Задужбина Николе Пашића
- „Заотавштина из Торонта 1903 – 1926”, Зајечар, 2015. година, Задузбина Николе Пашић

### Пројекти
- „Корени европског хришћанства” (2011)
- Аутор је и више ТВ сценарија и документарних филмова о историји града Зајечара и источне Србије.
- Стручни консултант за документарни филм РТС „Крај епохе“ (2001) са Драганом Бабићем.